# Analiza sekwencyjna
Analiza sekwencyjna – technika statystyczna pozwalająca realizować badanie etapowo, i przerwać je gdy tylko jedna z analiz etapowych wykaże, że zebrane do tego momentu wyniki wystarczają do potwierdzenia hipotezy badawczej. 
W odróżnieniu od niezaplanowanego „podglądania danych”, które jest nadużyciem metodologicznym, i podwyższa ryzyko błędnego uznania fałszywej hipotezy za prawdziwą (popełnienia błędu I rodzaju), analiza sekwencyjna uwzględnia poprawki na wielokrotne testowanie danych, dzięki czemu kontroluje błąd I rodzaju na nominalnym poziomie istotności. Zatrzymanie pobierania danych następuje zgodnie z predefiniowaną regułą zatrzymania obserwacji. Wniosek można dzięki temu postawić często wcześniej niż w klasycznym podejściu testowania hipotez statystycznych lub estymacji, co zmniejsza koszty badania. Jest to szczególnie użyteczne w obszarach, w których uzyskanie każdej obserwacji jest wyjątkowo drogie, niebezpieczne, lub w inny sposób trudne – np. w wieloletnich medycznych badaniach klinicznych.

## Procedury
Proste procedury korekcji wartości p dla analiz etapowych zaproponowali m.in. Pocock, O'Brien i Fleming, Haybittle i Peto, oraz Lan i DeMets. Niektóre z tych metod nazywa się „wydatkowaniem wartości p”, ponieważ w praktyce polegają na proporcjonalnym rozdzielaniu ogólnego, przyjętego ryzyka popełnienia błędu I rodzaju (np. konwencjonalne 5%) na określoną liczbę części. 
Należy zaznaczyć, że choć stosuje się niższe nominalne wartości krytyczne w analizach pośrednich, ryzyko popełnienia błędu I rodzaju dla całego badania pozostaje na pełnym poziomie, np. 5%, i tak należy je sprawozdać.  

### Metoda Pococka
Metoda Pococka jest prosta, ale wymaga zaplanowania z góry liczby analiz etapowych.
| Liczba zaplanowanych analiz etapowych | Analiza etapowa | Krytyczna wartość p |
| ------------------------------------- | --------------- | ------------------- |
| 2                                     | 1               | 0,0294              |
|                                       | 2 (końcowa)     | 0,0294              |
| 3                                     | 1               | 0,0221              |
|                                       | 2               | 0,0221              |
|                                       | 3 (końcowa)     | 0,0221              |
| 4                                     | 1               | 0,0182              |
|                                       | 2               | 0,0182              |
|                                       | 3               | 0,0182              |
|                                       | 4 (końcowa)     | 0,0182              |
| 5                                     | 1               | 0,0158              |
|                                       | 2               | 0,0158              |
|                                       | 3               | 0,0158              |
|                                       | 4               | 0,0158              |
|                                       | 5 (końcowa)     | 0,0158              |

### Metoda Haybittle–Peto
Metoda Haybittle–Peto jest bardziej konserwatywna.
| Liczba zaplanowanych analiz etapowych | Analiza etapowa | Krytyczna wartość p |
| ------------------------------------- | --------------- | ------------------- |
| 2                                     | 1               | 0,001               |
|                                       | 2 (końcowa)     | 0,05                |
| 3                                     | 1               | 0,001               |
|                                       | 2               | 0,001               |
|                                       | 3 (końcowa)     | 0,05                |
| 4                                     | 1               | 0,001               |
|                                       | 2               | 0,001               |
|                                       | 3               | 0,001               |
|                                       | 4 (końcowa)     | 0,05                |
| 5                                     | 1               | 0,001               |
|                                       | 2               | 0,001               |
|                                       | 3               | 0,001               |
|                                       | 4               | 0,001               |
|                                       | 5 (końcowa)     | 0,05                |

## Historia
Analiza sekwencyjna została stworzona przez Abrahama Walda ze współpracownikami na uniwersytecie Columbia jako narzędzie do bardziej efektywnego sterowania jakością produkcji w czasie II wojny światowej. Ze względu na ich dużą użyteczność, były objęte tajemnicą do końca wojny. W późniejszych latach technikę rozwijał m.in. Kenneth Arrow.
Metody sekwencyjne były wykorzystywane w trakcie wojny niezależnie przez Alana Turinga, jako część procedury Banburismus, stosowanej w ośrodku kryptograficznym w Bletchley Park do weryfikacji hipotez roboczych na temat tego, czy różne wiadomości szyfrowane Enigmą mogą być łączone razem w celu analizy. Badania te objęte były tajemnicą do początku lat osiemdziesiątych 20. wieku.

## Literatura
- Abraham Wald, "Sequential Tests of Statistical Hypotheses", Annals of Mathematical Statistics, 16, (1945), 117–186
- Abraham Wald, Sequential Analysis, (1947)
- Stanisław Trybuła "Sequential estimation in processses with independent increments", Dissertationes Mathematicae, 60, (1968), 1–46